# Сборная США по теннису в Кубке Дэвиса
Сборная США в Кубке Дэвиса — мужская теннисная команда, представляющая Соединённые Штаты Америки в Кубке Дэвиса, главном международном командном соревновании мужского теннисного сезона. Команда действует под эгидой Ассоциации тенниса США (англ. United States Tennis Association, USTA).

## История команды
Сборная США, вместе с командой Великобритании, является старейшей командой в Кубке Дэвиса, принимая участие в его розыгрышах начиная с самого первого, в 1900 году. Само соревнование носит имя Дуайта Дэвиса, игрока первого состава сборной США, на собственные средства приобретшего серебряную вазу, по сей день остающуюся главным призом турнира, и разработавшего схему проведения матчей (четыре одиночных и парный).
Сборная США является рекордсменом Кубка Дэвиса по числу завоёванных титулов (32 против 28 у занимающей второе место команды Австралии). Ещё 29 раз американцы проигрывали в финале.
С 1981 года, когда в рамках Кубка Дэвиса была организована Мировая группа, сборная США играла в ней постоянно, за исключением 1988 года. Американцам принадлежит рекорд непрерывного выступления в Мировой группе — 25 лет (включая 2013). С 1972 года, когда был упразднён «раунд вызова», в котором сборная-победитель прошлого сезона встречалась с командой-претендентом, победившей в зональном, а затем межзональном турнире, команда США восемь раз проигрывала в первом круге, в последний раз — в 2010 году сборной Сербии. За время существования раунда вызова это произошло один раз, в 1907 году.
Шесть раз за историю с 1972 года, когда был введён рейтинг ATP, в сборной США одновременно играли первая и вторая ракетки мира: дважды это были Джон Макинрой и Джимми Коннорс, трижды Андре Агасси и Пит Сампрас и один раз Сампрас и Майкл Чанг. В двух из этих случаев вместе с ними выступали первая и вторая ракетки мира в парном разряде (Джон Макинрой и Питер Флеминг в 1984 году и Джаред Палмер и Алекс О'Брайен в 2000 году).

### Исторические рекорды

#### Команда
- Наибольшее число завоёванных подряд титулов — 7 (1920—1926); после отмены раунда вызова сборная два раза побеждала в финале Кубка Дэвиса по два года подряд (1978—1979 и 1981—1982)[2]
- Наибольшее количество выигранных подряд матчей — 17 (1968—1973, рекорд для всех-стран-участниц Кубка Дэвиса)[3]
  - Наибольшее количество выигранных подряд матчей на своей площадке — 18 (1989—1998)[3]
  - Наибольшее количество выигранных подряд матчей в гостях — 7 (1958—1960, против команд Венесуэлы, Канады (дважды), Италии, Австралии, Мексики и Филиппин)[3]
- Наибольшее количество проигранных подряд матчей в гостях — 5 (1906—1912, против команд Британских островов и Австралазии (четыре раза)[3]
- Наибольшее количество выигранных подряд игр — 23 (1957—1958, на 4 меньше, чем у рекордсменов — команды Австралии)[3]
- Наибольшее количество выигранных подряд игр в парном разряде — 21 (1931—1935)[3]
- Наибольшее число матчей, сыгранных подряд одним и тем же составом — 10 (2005—2008, Джеймс Блейк, Энди Роддик, Боб Брайан и Майк Брайан, капитан Патрик Макинрой)[3]
- Самая убедительная победа —  США—Карибские острова/Вест-Индия в 1954 году (15:0 по сетам, 90:18 по геймам)[4]
- Самый длинный матч — 15 часов 34 минуты ( США— Сербия 2:3 в 2010 году)[4]
  - Наибольшее число геймов за матч — 281 ( США— Италия 2:3 в 1960 году)[4]
- Самая длинная игра — 6 часов 22 минуты ( Джон Макинрой— Матс Виландер 9:7, 6:2, 15:17, 3:6, 8:6 в 1982 году)[4]
  - Наибольшее число геймов за игру — 122 ( Эрик ван Диллен/Стэн Смит— Патрисио Корнехо/Хайме Фильоль 7:9, 37:39, 8:6, 6:1, 6:3 в 1973 году)[4]
- Наибольшее количество геймов за сет — 76 ( Эрик ван Диллен/Стэн Смит— Патрисио Корнехо/Хайме Фильоль 7:9, 37:39, 8:6, 6:1, 6:3 в 1973 году)[4]

#### Игроки
- Наибольшее количество сезонов в сборной — 15 (Боб Брайан, Майк Брайан)
- Наибольшее количество матчей за сборную — 33 (Майк Брайан)
- Наибольшее количество игр — 69 (Джон Макинрой, 59-10)
- Наибольшее количество побед — 59 (Джон Макинрой, 59-10)
  - В одиночном разряде — 41 (Джон Макинрой, 41-8)
  - В парном разряде — 28 (Майк Брайан, 28-5)
  - В составе одной пары — 24 (Боб Брайан/Майк Брайан, 25-5)
- Самый молодой игрок — Уилбур Коэн (в возрасте 16 лет и 154 дней 25 мая 1928 года)[4]
  - Самый молодой капитан Морис Маклафлин (19 лет и 9 дней в 1909 году); самым молодым из неиграющих капитанов был Чарльз Гарланд (28 лет, 10 месяцев и 10 дней в 1927 году)[3]
- Самый возрастной игрок — Гарднар Маллой (в возрасте 44 лет и 20 дней 12 декабря 1957 года)[4]

## Состав в сезоне 2023 года
- Остин Крайчек
- Денис Кудла
- Маккензи Макдональд
- Томми Пол
- Раджив Рам
- Фрэнсис Тиафо

Капитан — Боб Брайан

## Недавние матчи

### Групповой этап 2023
| Финляндия 3 | Спортивный центр Грипе, Сплит, Хорватия 16 сентября 2023 Хард (i) | Спортивный центр Грипе, Сплит, Хорватия 16 сентября 2023 Хард (i) | США 0 |      |          |  |
| \| \| \| \| 1 \| 2 \| 3 \| \| \| - \| \| --------------------------------------------------------------- \| ---- \| ---- \| -------- \| \| \| 1 \| \| Отто Виртанен Маккензи Макдональд \| 7 65 \| 1 6 \| 79 67 \| \| \| 2 \| \| Эмиль Руусувуори Томми Пол \| 7 61 \| 6 4 \| \| \| \| 3 \| \| Патрик Кауковалта / Харри Хелиёваара Остин Крайчек / Раджив Рам \| 6 78 \| 7 65 \| [10] [8] \| \| |                                                                   |                                                                   |       |      |          |  |
| |                                                                   |                                                                   | 1     | 2    | 3        |  |
| 1 | Финляндия · Соединённые Штаты Америки                             | Отто Виртанен Маккензи Макдональд                                 | 7 65  | 1 6  | 79 67    |  |
| 2 | Финляндия · Соединённые Штаты Америки                             | Эмиль Руусувуори Томми Пол                                        | 7 61  | 6 4  |          |  |
| 3 | Финляндия · Соединённые Штаты Америки                             | Патрик Кауковалта / Харри Хелиёваара Остин Крайчек / Раджив Рам   | 6 78  | 7 65 | [10] [8] |  |

| Нидерланды 2 | Спортивный центр Грипе, Сплит, Хорватия 14 сентября 2023 Хард (i) | Спортивный центр Грипе, Сплит, Хорватия 14 сентября 2023 Хард (i) | США 1 |      |      |  |
| \| \| \| \| 1 \| 2 \| 3 \| \| \| - \| \| --------------------------------------------------------- \| ---- \| ---- \| ---- \| \| \| 1 \| \| Ботик ван де Зандсхюлп Томми Пол \| 7 62 \| 6 2 \| \| \| \| 2 \| \| Таллон Грикспор Фрэнсис Тиафо \| 6 3 \| 67 9 \| 7 62 \| \| \| 3 \| \| Уэсли Колхоф / Матве Мидделкоп Остин Крайчек / Раджив Рам \| 7 65 \| 63 7 \| 3 6 \| \| |                                                                   |                                                                   |       |      |      |  |
| |                                                                   |                                                                   | 1     | 2    | 3    |  |
| 1 | Нидерланды · Соединённые Штаты Америки                            | Ботик ван де Зандсхюлп Томми Пол                                  | 7 62  | 6 2  |      |  |
| 2 | Нидерланды · Соединённые Штаты Америки                            | Таллон Грикспор Фрэнсис Тиафо                                     | 6 3   | 67 9 | 7 62 |  |
| 3 | Нидерланды · Соединённые Штаты Америки                            | Уэсли Колхоф / Матве Мидделкоп Остин Крайчек / Раджив Рам         | 7 65  | 63 7 | 3 6  |  |

| Хорватия 1 | Спортивный центр Грипе, Сплит, Хорватия 13 сентября 2023 Хард(i) | Спортивный центр Грипе, Сплит, Хорватия 13 сентября 2023 Хард(i) | США 2 |       |     |  |
| \| \| \| \| 1 \| 2 \| 3 \| \| \| - \| \| -------------------------------------------------- \| ---- \| ----- \| --- \| \| \| 1 \| \| Дино Прижмич Маккензи Макдональд \| 4 6 \| 2 6 \| \| \| \| 2 \| \| Борна Гойо Фрэнсис Тиафо \| 6 4 \| 78 66 \| \| \| \| 3 \| \| Иван Додиг / Мате Павич Остин Крайчек / Раджив Рам \| 65 7 \| 7 63 \| 2 6 \| \| |                                                                  |                                                                  |       |       |     |  |
| |                                                                  |                                                                  | 1     | 2     | 3   |  |
| 1 | Хорватия · Соединённые Штаты Америки                             | Дино Прижмич Маккензи Макдональд                                 | 4 6   | 2 6   |     |  |
| 2 | Хорватия · Соединённые Штаты Америки                             | Борна Гойо Фрэнсис Тиафо                                         | 6 4   | 78 66 |     |  |
| 3 | Хорватия · Соединённые Штаты Америки                             | Иван Додиг / Мате Павич Остин Крайчек / Раджив Рам               | 65 7  | 7 63  | 2 6 |  |